# Czumów
Czumów (ukr. Чумiв) – wieś w Polsce położona w województwie lubelskim, w powiecie hrubieszowskim, w gminie Hrubieszów.
| SIMC    | Nazwa      | Rodzaj    |
| ------- | ---------- | --------- |
| 0889137 | Kolonia    | część wsi |
| 0889143 | Nad Bugiem | część wsi |

W latach 1975–1998 miejscowość administracyjnie należała do województwa zamojskiego. 
Wieś stanowi sołectwo gminy Hrubieszów. Według Narodowego Spisu Powszechnego (III 2011 r.) liczyła 282 mieszkańców i była dwudziestą co do wielkości miejscowością gminy Hrubieszów.
Wierni Kościoła rzymskokatolickiego należą do parafii Ducha Świętego w Hrubieszowie.

## Historia
Pierwsza wzmianka o wsi datowana jest na rok 1400, osada została wymieniona w akcie erekcyjnym parafii w Hrubieszowie, wydanym przez króla Władysława II Jagiełłę. Według Słownika geograficznego Królestwa Polskiego z roku 1880, Czumów wieś i folwark w powiecie hrubieszowskim, gminie Mieniany, parafii Hrubieszów. W 1827 r. było tu 56 domów zamieszkałych przez 334 mieszkańców. Folwark  Czumów z wsią tej nazwy nad  Bugiem posiadał rozległość 577 mórg. We wsi Czumów było 44 osady z gruntem  879 mórg. W Czumowie znajdowała się ufundowana przez Kurdwanowskich kaplica unicka, filialna wobec cerkwi św. Michała Archanioła w Ślipczu. W 1875, na mocy likwidacji unickiej diecezji chełmskiej została ona przemianowana na cerkiew prawosławną. Świątynia ta została w 1938 rozebrana podczas akcji polonizacyjno-rewindykacyjnej. Z cerkwią sąsiadował cmentarz, czynny do końca II wojny światowej.

## Zabytki
- Eklektyczny pałac z 2. połowy XIX wieku, wybudowany dla Pohoreckich (obecnie własność prywatna)